# 常総市地域交流センター
常総市地域交流センター（じょうそうし ちいきこうりゅうセンター）は、茨城県常総市新石下にある、天守閣を模した建築物。通称は豊田城（とよだじょう）で高さは48.5mあり、常総市で最も高い建築物である。
「歴史の町」として振興を図ろうと考えた（旧）石下町が建設した、ホール・図書室・歴史資料館を核とする複合施設である。通称と同名の城があったことは事実であるが、史実の豊田城は天守閣を持たぬ城であり、位置も異なる。

## 建築
建物は鉄骨鉄筋コンクリート構造の地上7階地下1階建てで、延床面積は5,110m2である。外観は白壁に薄緑色の屋根という配色で、国道294号沿いに突如として現れるが、周囲の田園風景には調和している。館内には1100席のホール、図書室、展示室、展望室などがあり、ロビーと図書室以外の施設は有料である。7階の展望室からは関東平野が一望でき、天気が良ければ東京スカイツリーまで見通せる。開館当時、石下町は眺望を「秀吉の気分が味わえる」と宣伝していた。総事業費は21億7000万円で、うち建設費は18億3000万円であった。
館内
| 階      | 主な施設                         |
| 7階     | 展望室                           |
| 6階     | デジタル展示室（長塚節）         |
| 5階     | フリースペース                   |
| 4階     | 展示室（常総の産業、企画展示室） |
| 3階     | 展示室（常総の歴史）             |
| 2階     | ホール、図書室                   |
| 1階     | ホール、ロビー                   |
| 地下1階 |                                  |

館内のエレベーターは6階まで上がることができる。
常総市で最も高い建築物であり、天守閣としては大坂城に次ぐ高さである（1991年〔平成3年〕現在）。圏央道常総ICからもよく見えるため、常総市の観光拠点として位置付けられている。また関東・東北豪雨で大きな被害を受けた常総市の復興のシンボルとしてクリスマスのライトアップなどの催事が行われている。

## 歴史
1989年（平成元年）3月、結城郡石下町は自治省の「まちづくり特別対策事業」を活用して石下町地域交流センターの建設に乗り出した。石下町は平将門ゆかりの地であり、町内に豊田城跡があることから、「歴史の町」として観光振興を図るべく、天守閣風の建築物とすることに決定した。史実の豊田城は天守閣を持たない居館であったため、郷土史家・歴史科教師・文化人らは難色を示したものの、反対運動が起きることはなかった。しかし建設工事が進み天守閣が姿を見せると、雑誌で批判的に取り上げられ、建設費の高騰も重なり、町民の間から困惑する声が上がるようになった。これに対し石下町当局は広報紙を使って、町内外から賛同の声があり2億4千万円超の寄付があったことや、館内施設の大部分は有料で筑波研究学園都市の視察者の利用が見込めることを発表し、不安を解消させようとした。なお、豊田城を建設していた平成時代初期は、日本各地で天守閣や大櫓など城郭の主要部を復元する動きが高まっており、1994年（平成6年）時点で17城も建設されていた。
1992年（平成4年）10月16日、1,000人が出席して落成式が挙行された。平成の築城ブームで建設された城の多くが集客に苦戦する中で、日本国内で最高額をかけた豊田城は多くの人を集めることに成功した。1998年（平成10年）2月24日、茨城県庁の主催で「大好きいばらき文化のつどい98」が開かれ、童門冬二が特別講演を行った。2004年（平成16年）10月31日には石下町出身の鈴木桂治がアテネオリンピックの柔道競技で金メダルを獲得したことを祝う「優勝祝賀会」を開催し、翌2005年（平成17年）10月16日には世界柔道選手権で鈴木が金メダル、小野卓志が銅メダルを獲得したことを祝い「鈴木・小野両選手の栄誉を称える集い」を開催した。この頃には年間8,000人ほどが来館していた。2011年（平成23年）4月6日、東北地方太平洋沖地震（東日本大震災）で校舎・体育館が立ち入り禁止となった常総市立石下西中学校の入学式を挙行した。
2015年（平成27年）9月、関東・東北豪雨の際には避難所として活用された一方で、豊田城自体も電気系統・冷房・トイレに被害を受け、復旧工事に入った。常総市では2016年（平成28年）度に「公共施設白書」を作成し、豊田城も施設の在り方を検討する対象となった。水海道あすなろの里の改革でうまくいった、事業化協議とサウンディング型市場調査を豊田城に対しても実施したものの、事業化協議で方向性を打ち出せず、市場調査では民間との直接対話ができなかった。2017年（平成29年）4月29日に、展示室と展望室を関東・東北豪雨以来1年8か月ぶりに再開し、長塚節の短歌をプロジェクションマッピングで投影する設備が導入された。この改修工事には、地方創生加速化交付金を利用した。2018年（平成30年）4月28日から5月6日にかけて、泉谷しげるが総合プロデュースを手掛ける「がんばっぺ!常総フェスティバル2018」が開かれ、館内ロビーで泉谷のアート作品が展示された、連日の泉谷によるトークショーも開かれた。
常総市では豊田城の活用策を再検討し、2019年（平成31年）2月にスーパームーンが観測できることに着目した「超観月会」を企画した。2月19日の当日は雨天の中、通常開館時間の終了後の16時50分より「超観月会」を開始し、ロビーでのコンサートや特産品の販売などの催事を開いた。肝心の観月は酒類を飲みながらの鑑賞を許可し、終了間際に少しだけスーパームーンを鑑賞することができた。
2019年（平成31年）3月にすべてのリニューアル工事が完了し、全面再開となった。これに合わせて、2万5千分の1の立体白地図模型にさまざまな情報を投影することが可能な「常総市立体投影地図」が4階に新設された。
2020年（令和2年）3月3日から3月31日までコロナウイルス感染症の流行に伴い、臨時休館した。